# 锡坑西祠堂
锡坑西祠堂，位于中国广东省揭阳市普宁市大南山镇锡坑村，为普宁市的一个市级文物保护单位，类型为近现代重要史迹及代表性建筑，公布时间为1961年。
锡坑西祠堂建于1929年。